# Анджела Печ
Анджела Печ (на английски: Angela Petch) е английска писателка на произведения в жанра социална драма и исторически роман.

## Биография и творчество
Анджела Печ е родена в Ринтелн, Германия, където баща ѝ служи в част от британската армия след войната. Друга част от детството ѝ преминава от 7-годишна в Рим, където учи в международното училище „Сейнт Джордж“ в центъра на града. В Рим се ражда и страстта ѝ към Италия. Завършва с отличие италианска филология в Университета на Кент в Кентърбъри. След дипломирането си работи за кратко за „Таймс“, след което работи за холандска компания в Амстердам. Заради работата си се премества в Сицилия. Там се запознава със съпруга си, наполовина италианец, с когото се омъжва близо до Урбино. После двамата живеят и работят три години в Танзания, след което се връщат в Съсекс. В Тоскана заедно със съпруга си притежават реновирана воденица и преустроена конюшня, които ползват през лятото и отдават за почивка на туристи.
Първият ѝ роман „Никога не забравяй“ е издаден през 2012 г. Той е история за две жени, майка и дъщеря. През 1943 г., в окупирана Италия, Инес Сантини, ангажирана със Съпротивата, среща Норман, избягал британски военнопленник, а през 1999 г. Анна Суиланд, тяхната дъщеря, започва да открива семейната история, по документи, оставени ѝ след смъртта на майка ѝ.
През 2016 г. е издаден романа ѝ „Тайните на Тоскана“, първият от поредицата „Тоскана“. Той е преработена версия на първия ѝ роман. С ръкописните дневници на майка си написани на италиански, който тя не знае, Инес отива в градчето Рофел в Тоскана, където сред огрените от слънцето маслинови горички и прекрасни планински пейзажи открива родината, която никога не е познавала, открива любовта, и разплита тайните на семейството. Романът става бестселър и я прави известна.
Следващите романи от поредицата са с отделни сюжети, но тематично свързани с духа на Тоскана и силата на любовта на героите в тях.
През 2018 г. е издаден романът ѝ „Мейвис и Дот“, а всички приходи от нея са дарени за изследвания за борбата с рака.
Тя също пише разкази, които публикува в национални списания във Великобритания.
Анджела Печ живее със семейството си в Западен Съсекс и в Тоскана.

## Произведения

### Самостоятелни романи
- Never Forget (2012)[2]
- Mavis and Dot (2018)[1]
- The Postcard from Italy (2022)

### Поредица „Тоскана“ (Tuscany)
1. Tuscan Roots (2016) – издаден и като

```
The Tuscan Secret
[
1
]
[
2
]
Тайните на Тоскана
, изд. „Кръг“ (2022), прев. Ивелина Минчева-Бобадова
```

1. Now and Then in Tuscany (2017) – издаден и като A Tuscan Memory
2. The Tuscan Girl (2020)
3. The Tuscan House (2021)